# Comuna Velîkosillea, Starîi Sambir
Velîkosillea (în ucraineană Великосілля) este o comună în raionul Starîi Sambir, regiunea Liov, Ucraina, formată din satele Potik, Sosnivka, Tîha și Velîkosillea (reședința).

## Demografie
Componența lingvistică a comunei Velîkosillea
     Ucraineană (99,89%)
     Alte limbi (0,11%)
Conform recensământului din 2001, majoritatea populației comunei Velîkosillea era vorbitoare de ucraineană (99,89%), existând în minoritate și vorbitori de alte limbi.